# 文昌桥 (桂林)
文昌桥是位于中国广西桂林市的一座桥梁，在象鼻山西侧，承载民主路横跨桃花江，因在文昌门外而得名。

## 历史
此处原有旧桥，因桥面狭窄，年久失修，不能满足交通需要，遂于1998年11月25日动工重建，1999年9月竣工。新桥长49米，宽32米，模仿法国塞纳河上纳夫桥的风格。桥下有刘绍荟创作的大理石浮雕，包括“象山传”、“鉴真东波”，以及玻璃浮雕李文昌的传说故事等。